# 学籍

## 作用
中华人民共和国的义务教育、职业教育及高等教育阶段的各院校都有学籍管理制度。学籍管理制度可用于处理转学、处分、休学、劝退等校方行政职能。
學籍是指一個學生在學校的註冊狀態和相關記錄。它是學生在學校中的身份證明，同時也是學生與學校之間的重要聯繫。學籍記錄了學生的個人資料、學習成績、獎勵懲罰等信息。
學籍的建立是在學生入學時進行的，通常需要提供相關的證明文件和個人資料。學籍的建立標誌著學生正式成為學校的一員，享受學校提供的各項學習和生活資源。
學籍的管理是學校的重要工作之一。學校需要定期更新學生的個人資料，包括聯繫方式、家庭背景等。同時，學校還會根據學生的學習成績和表現進行評定，記錄在學籍中。這些資料對學校和學生都具有重要意義，可以作為學生升學、就業以及獲取獎學金等機會的參考。
學籍的管理還包括學生的轉學、休學和退學等情況。學校需要根據相應的規定和程序處理這些事務，同時更新學生的學籍狀態。這些操作確保了學生的學習和生活正常進行，同時也維護了學校的教學秩序和學校形象。
總之，學籍是學生在學校中的身份證明和重要記錄，它反映了學生的學習成績和表現。學籍的管理對學校和學生都至關重要，它確保了學生的學習和生活正常進行，同時也為學生的未來發展提供了重要參考。

## 社会现象
因教育资源缺乏及不均，部分学生因户籍问题或学习成绩不够理想，而不能获得就读学校的正式资格，只能挂名于另一实力较差的学校，而自己作为借读生在就讀学校接受教育，且不能同他人一起参加考试，及获得各种学校的推荐、保送等红利。借读生可能会产生一系列心理问题，如低自尊。2019年5月24日，中華人民共和國教育部宣佈所有高級中學禁止招收借讀生。